# Mężczyźni nie płaczą
Mężczyźnie nie płaczą (bośn. Muškarci ne plaču) – film fabularny z roku 2017 w reżyserii Alena Drljevicia zrealizowany w koprodukcji kilku krajów: Bośni i Hercegowiny, Niemiec, Słowenii i Chorwacji. Premiera filmu miała miejsce na Międzynarodowym Festiwalu Filmowym w Karlowych Warach.

## Opis fabuły
Debiut fabularny Alena Drljevicia. Grupa mężczyzn, weteranów wojennych, którzy dwadzieścia lat wcześniej walczyli po różnych stronach wojny w Bośni i Hercegowinie spotyka się w odległym górskim hotelu. Zebrani opowiadają o doznanych dramatach, a ich spotkanie staje się formą zbiorowej terapii.

## Nagrody i wyróżnienia
- 2017: Międzynarodowy Festiwal Filmowy w Bratysławie – Grand Prix dla Alena Drljevicia
- 2017: Międzynarodowy Festiwal Filmowy w Karlowych Warach – specjalna nagroda jury
- 2017: Międzynarodowy Festiwal Filmowy w Lublanie – nagroda FIPRESCI
- 2018: Festiwal Filmowy w Göteborgu – Dragon Award dla Alena Drljevicia

Film został zgłoszony jako bośniacki kandydat do nagrody Amerykańskiej Akademii Filmowej w kategorii najlepszego filmu nieanglojęzycznego, ale nie uzyskał nominacji.

## Obsada
- Boris Isaković jako Miki
- Emir Hadžihafizbegović jako Merim
- Leon Lučev jako Valentin
- Sebastian Cavazza jako Ivan
- Ermin Bravo jako Ahmed
- Boris Ler jako Jasmin
- Ivo Gregurević jako Josip
- Primož Petkovsek jako Andrija
- Mirko Zecević-Tadić jako Tadija
- Jasna Đuričić jako kelnerka
- Izudin Bajrović jako recepcjonista
- Alfan Zisko